# Manolo Casalino
Manolo Casalino (Roma, agosto 1968) è un coreografo e ballerino italiano.

## Biografia
Nativo di Roma, ha la sua prima esperienza da ballerino nel 1982 all'interno della trasmissione Illusione, per poi apparire in alcune puntate di Drive In e continuare con varie esperienze teatrali.
Mentre era già assistente coreografo alle trasmissioni della compagnia Il Bagaglino, nel 1995 fa audizione come primo ballerino a La Corrida, ottenendo il posto.
Con l'avvento del nuovo ciclo de La Corrida condotta da Gerry Scotti, si propone come coreografo del programma, venendo accettato sin dalle prime edizioni: diverrà noto al grande pubblico soprattutto per aver proposto in ogni puntata una coreografia creata durante la puntata stessa usando persone del pubblico spettatore.
Oltre a La Corrida, Manolo nel corso degli anni è stato coreografo di diversi spettacoli televisivi e teatrali (come Tutti con me di Biagio Izzo o il Circo di Moira Orfei), continuando a insegnare danza in vari istituti appositi.